# Marcus Chait
Marcus E. Chait (Menlo Park, 18 marzo 1973) è un attore statunitense.

## Filmografia

### Cinema
- Million Dollar Baby, regia di Clint Eastwood (2004)
- North Country - Storia di Josey (North Country), regia Niki Caro (2005)

### Televisione
- Streghe (Charmed) - serie TV, 1 episodio (2005)
- E.R. - Medici in prima linea (ER) - serie TV, 1 episodio (2005)

## Doppiatori italiani
Nelle versioni in italiano delle opere in cui ha recitato, Marcus Chait è stato doppiato da:
- Emiliano Coltorti in Million Dollar Baby
- Edoardo Nordio in Streghe
- Massimiliano Virgilii in CSI: Miami
- Riccardo Scarafoni in NCIS - Unità anticrimine
- Francesco Sechi in Dr. House - Medical Division
- Gianfranco Miranda in CSI: NY